# Cleveland (Oklahoma)
Cleveland és una ciutat dels Estats Units a l'estat d'Oklahoma. Segons el cens del 2000 tenia 3.282 habitants.

## Demografia
Segons el cens del 2000, Cleveland tenia 3.282 habitants, 1.322 habitatges, i 913 famílies. La densitat de població era de 487,4 habitants per km².
Dels 1.322 habitatges en un 30,9% hi vivien nens de menys de 18 anys, en un 54,2% hi vivien parelles casades, en un 10,2% dones solteres, i en un 30,9% no eren unitats familiars. En el 28,7% dels habitatges hi vivien persones soles el 16,6% de les quals corresponia a persones de 65 anys o més que vivien soles. El nombre mitjà de persones vivint en cada habitatge era de 2,43 i el nombre mitjà de persones que vivien en cada família era de 2,97.
Per edats la població es repartia de la següent manera: un 25,9% tenia menys de 18 anys, un 8,8% entre 18 i 24, un 25,1% entre 25 i 44, un 20,5% de 45 a 60 i un 19,7% 65 anys o més.
L'edat mediana era de 38 anys. Per cada 100 dones de 18 o més anys hi havia 83,8 homes.
La renda mediana per habitatge era de 28.861 $ i la renda mediana per família de 36.585 $. Els homes tenien una renda mediana de 30.099 $ mentre que les dones 19.122 $. La renda per capita de la població era de 14.996 $. Entorn del 10,3% de les famílies i el 14,1% de la població estaven per davall del llindar de pobresa.

## Poblacions properes
El següent diagrama mostra les poblacions més properes.